# Diastema urticifolium
Diastema urticifolium là một loài thực vật có hoa trong họ Tai voi. Loài này được (Poepp.) Benth. ex Walp. mô tả khoa học đầu tiên năm 1847.